# Pontos (mitologia)

Pontos en un mosaic romà antic, Tunisia

Pontos (en llatí: Pontus-ȏs 'el Pont', en grec antic: Πόντος 'mar') o Pont era, a la mitologia grega, un antic déu del mar preolímpic, fill de Gea, la Terra, i germà d'Urà.
Hesíode conta que Gea va engendrar a Pontos per si mateixa, sense aparellar-se. Per a ell, Pontos sembla poc més que una personificació del mar, Pontos és l'ona, la personificació masculina del mar. No té una llegenda pròpia, i només apareix a les teologies teogòniques i cosmogòniques. Gai Juli Higí afirmava que era fill de Gea amb Èter, l'aire, i que va engendrar amb Talassa els peixos del mar.
Va ser pare amb Gea dels ancians del mar, Nereu (pare de les Nereides, una d'elles Tetis), Taumant (l'esglaiador 'miracle' del mar), dels aspectes perillosos del mar, Forcis i la seva esposa i germana Ceto, i de la «forta» deessa Euríbia. Amb Talassa (el nom de la qual significa simplement 'mar', però en una arrel pre-grega), va ser pare dels Telquines. De vegades se li atribueix la paternitat del gegant Briàreu.